# Patricia Lalonde
Pour les articles homonymes, voir Lalonde.
Patricia Lalonde, née Patricia Marie Raynaud le 28 août 1952 à Arès (Gironde), est une femme politique française, membre de l'Union des démocrates et indépendants (UDI).

## Biographie

### Formation
Patricia Lalonde suit des études de droit, qu'elle arrête dès ses 20 ans.

### Carrière
Après avoir travaillé pour Le Sauvage et enchaîné les « petits boulots », elle devient déléguée à la communication de Génération écologie en 1992. La même année, elle est candidate aux élections régionales de 1992 à Paris, en dernière position sur la liste GE. Elle travaille ensuite dans la publicité pour Actuel ou Libération.
En 2007, elle est représentante de la Fondation Massoud en France.
Elle est chercheuse à l'Institut prospective et sécurité en Europe (IPSE) et secrétaire générale de Mobilisation for Elected Women in Afghanistan (MEWA), ex-Solidarité Panjshir, une organisation non gouvernementale.
Patricia Lalonde est membre de l'Union des démocrates et indépendants (UDI). Le 18 mai 2017, elle devient députée européenne en remplacement de Marielle de Sarnez, nommée ministre chargée des Affaires européennes dans le gouvernement Édouard Philippe. Elle est membre du groupe Alliance des démocrates et des libéraux pour l'Europe.
Patricia Lalonde est connue comme apologiste du régime d'Ilham Aliyev en Azerbaïdjan. À la suite des critiques du Parlement européen sur la dégradation générale des droits de l'homme et l'oppression des médias libres en Azerbaïdjan  ces dernières années, Patricia Lalonde déclare : « Le Parlement européen opprime trop l'Azerbaïdjan ». En outre, elle a également qualifié de « compréhensible » la restriction de la liberté de la presse imposée par l'Azerbaïdjan.
Patricia Lalonde est également membre du comité de « Global Network for Rights and Development » (GNRD), une ONG controversée. Patricia Lalonde a participé à une « mission d'enquête » en Azerbaïdjan, représentant le GNRD. On ne sait pas qui a financé la mission, mais à son retour, le GNRD a salué la situation des droits des femmes et de l'égalité des sexes en Azerbaïdjan. La déclaration se lit comme suit : « Les efforts remarquables de l'Azerbaïdjan, seul pays musulman du voisinage oriental, doivent être reconnus et encouragés par l'UE. » Enregistrée en Norvège, le GNRD est financé par une société commerciale émiratie. En 2015, le GNRD a été inculpé par les autorités norvégiennes pour suspicion de blanchiment d'argent. Le journaliste du Guardian, Brian Whitaker a publié dans son blog personnel une recherche approfondie révélant que le GNRD défend les intérêts des pays tels que la Syrie, les Émirats arabes unis, l'Égypte et l'Azerbaïdjan en Europe[source insuffisante].
Elle est vice-présidente de Geopragma.

### Vie privée
Catholique, elle est l'épouse depuis 1986 de Brice Lalonde.
Sa fille Marie Lalonde a notamment été guitariste de Zazie, et de Debout sur le zinc.

## Publications
- Paris-Kaboul : journal d'une femme révoltée (préf. Jean-Louis Bruguière), Paris, Éditions de Passy, coll. « L'Observatoire », 2007, 185 p. (ISBN 978-2-35146-011-5 et 2-35146-011-1)
- Avec Anne-Marie Lizin (préf. Bernard-Henri Lévy), Abdullah Abdullah : l'Afghan qui dit non aux talibans, Paris, L'Arbre, 2011, 204 p. (ISBN 978-2-87462-064-5)